# Botne kommun
Botne kommun (norska: Botne kommune) var en kommun i Vestfold fylke i sydöstra Norge. Kommunen omfattade ett område i den södra delen av nuvarande Holmestrands kommun (landsbygden väster om staden Holmestrand).

## Administrativ historik
Botne kommun upprättades den 1 januari 1838 (som Botne formannskapsdistrikt) när Formannskapslovene från 1837 trädde i kraft.
1942 överfördes ett bebott område (med 148 invånare) från Botne kommun till Holmestrands kommun.
1947 överfördes ett annat bebott område (med 8 invånare) från Botne kommun till Våle kommun.
Den 1 januari 1964 gick Botne kommun upp i Holmestrands kommun. Kommunens hade då 4 656 invånare.